# Pelegrinatge
Un pelegrinatge és un viatge a un lloc considerat sagrat per la religió per tal d'obtenir els favors de la divinitat o augmentar l'autoconeixement durant la ruta.
Les rutes dels pelegrins sovint creen molta riquesa, pel comerç i el trafic de persones i s'han convertit en una atracció per al turisme modern. Un pelegrí és un viatger que visita algun lloc sagrat, gairebé sempre per motius religiosos. Etimològicament pelegrí significa expatriat o estranger i la connotació religiosa la va adquirir per la naturalesa dels llocs on es duia a terme el pelegrinatge. Posteriorment el terme es va estendre a qualsevol indret destacat, com per exemple les cases dels artistes per als fans. Un exemple destacat d'aquest pelegrinatge laic seria Graceland la casa d'Elvis Presley.
A l'Europa de l'edat mitjana es distingien tres classes de pelegrins: 
- Romers, aquells que anaven a Roma
- Palmers, aquells que anaven a Jerusalem
- Pelegrins pròpiament dits, aquells que anaven a Santiago de Compostel·la.

## Llocs de pelegrinatge

### Antiguitat
En l'Antiguitat el pelegrinatge tenia com a objectiu retre culte a un déu per guanyar el seu favor o consultar un oracle o endeví sobre el destí que esperava a cada persona
- Oracle de Delfos
- Temple de Karnak
- Dodona
- Efes
- Baalbek

### Budisme
El mateix Buda va indicar quatre llocs de pelegrinatge, als quals la tradició va afegir quatre més pels miracles que allà van tenir lloc (o que s'hi lliguen per tradició)
- Lumbini
- Bodh Gaya
- Sarnath
- Kushinagar
- Sravasti
- Rajgir
- Sankassa
- Vaisali

### Cristianisme
El pelegrinatge primer es limitava als llocs on va transcórrer la vida de Jesús, després es va ampliar als llocs on havia tingut lloc un miracle o on havia viscut o mort un sant. També s'inclouen els indrets d'aparicions (en especial de la Verge Maria), santuaris amb relíquies o esglésies famoses. En l'actualitat els viatges del Papa provoquen desplaçaments massius de creients per veure'l en persona.
- Jerusalem
- Betlem
- Roma
- Lorda
- Santiago de Compostel·la
- Fàtima
- Montserrat
- Basílica de Sainte-Thérèse

#### Pelegrins a Santiago de Compostel·la

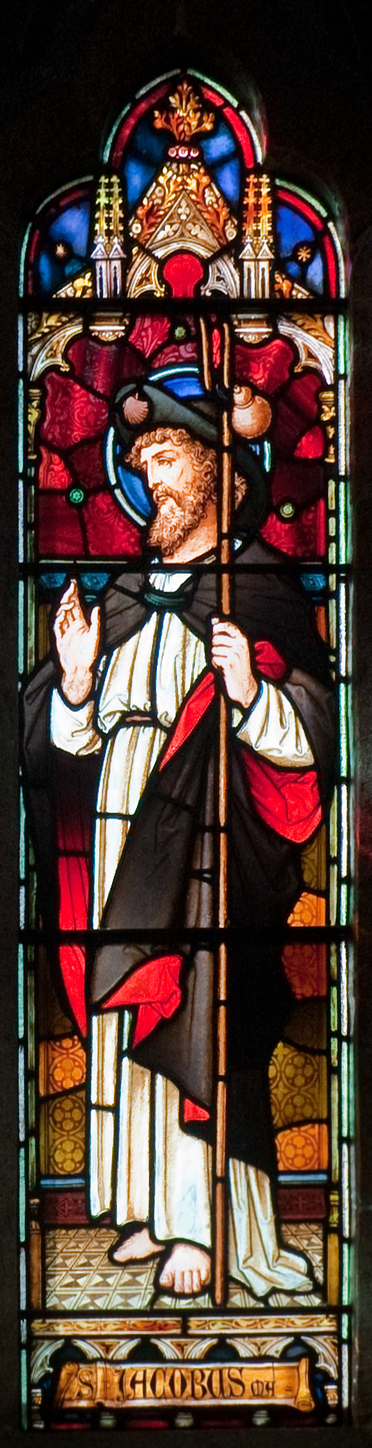
Jaume el Major, habillat com a pelegrí

Els pelegrins del camí de Santiago feien el viatge moguts per motius molt diversos: Devoció, penitència, negocis, robament, ampliació d'una promesa, penitència imposada, sentència dictada per un tribunal, per diners, fent el Camí de Sant Jaume en nom d'una altra persona. El penitent emprenia el viatge amb l'esperança que se li reduiria el càstig diví. Alguns penitents duien el pecat escrit en una cèdula que dipositaven en l'altar del santuari. Una vegada allí i de manera miraculosa, s'esborrava l'escrit. Els pelegrins solien dur una vestimenta especial, sobretot pel que fa a complements, que van arribar a ser tot un símbol: el sarró o morral, el bordó o bastó, un barret d'ala ampla, una capa amb esclavina i la carabassa per a emmagatzemar aigua o vi. També solien dur com a distintiu la petxina de pelegrí o vieira.

#### Arribada dels pelegrins a Santiago
Després del recorregut pels distints Camins que existien arribaven a un lloc proper a Santiago anomenat Lavacolla. Allí es rentaven i purificaven, molt especialment el sexe.
Pujaven al Monte do Gozo des d'on ja es veia la catedral. Des d'allí havia una gran carrera per arribar el primer a la Plaça de l'Obradoiro. Qui ho aconseguia obtenia el títol de Rei amb dret a utilitzar la paraula com cognom. D'aquí els cognoms de Rei, Roi, Leroi, etc.
Entraven per la Porta del Camino i seguien per Cases Reals, Plaça de Cervantes (aquí va tenir lloc l'únic Acte de Fe que va haver a Galícia). Si era Any Sant, per la Via Sacra per a arribar a la Plaça de la Quintana. Dalt, en la Creu dels Farraps es despullaven de les robes velles i aconseguien les noves. Obstaculitzen a la catedral per la Porta Santa.
Època actual: Si s'arriba amb cotxe o autobús, s'aparca en un lloc especial en l'Avinguda de Joan XXIII, molt prop de la Plaça de l'Obradoiro.

### Judaisme
El lloc de pelegrinatge més important és el conjunt de ruïnes del temple de Jerusalem, centre de la vida religiosa dels jueus. La diàspora va accentuar el desig del pelegrinatge, usual ja en temps antics.

### Islam
El pelegrinatge a la Meca (Hajj) és un dels pilars bàsics de la religió i s'ha de dur a terme un cop a la vida com a mínim. Altres llocs destacats inclouen la mesquita d'Al-Aqsa, a Jerusalem, i la ciutat de Medina.

### Amèrica precolombina
- Cozumel
- Chichén Itzá
- Teotihuacan
- Izamal

### Hinduisme
El circuit de pelegrinatge més important es coneix amb el nom de Char Dam i inclou quatre ciutats, cadascuna a un dels punts cardinals de l'Índia.
- Yamunotri
- Gangotri
- Kedarnath
- Badrinath